# Shelton (Nebraska)
Shelton je selo u američkoj saveznoj državi Nebraska. Prema popisu stanovništva iz 2010. u njemu je živjelo 1,059 stanovnika.